# Fossil (ソフトウェア)
Fossilは、ソフトウェア開発におけるソフトウェア構成管理、バグ管理に利用可能なウィキソフトウェアである。

## 特徴
Fossilは、リチャード・ヒップによって開発された、クロスプラットフォームの分散型バージョン管理システムである。対応OSは、Linux、BSD、macOSおよびWindowsである。分散型のバージョン管理に加えてバグの管理に使用でき、ウィキサービスとブログが組み込まれている。ウェブユーザインタフェースで使えるため、プロジェクトの追跡が容易で、シチュエーションアウェアネスが促進される。チェックアウト時にfossil uiと入力すれば、Fossilが自動的にウェブブラウザを起動し、プロジェクトの詳細な履歴と状態に関する情報がウェブページに表示される。Fossilの実行ファイルは、SSH経由で接続するスタンドアローンなWebサーバやCGIアプリとして実行したり、コマンドラインインタフェースから対話的に実行したりできる。
Fossilは分散型システムなため中央サーバは必須ではないものの、使用した方が共同作業は容易になる。
コンテンツはSQLiteによってデータベースに格納される。したがって、停電やシステムのクラッシュによって中断された場合でもトランザクションはアトミックである。
Fossilは2条項BSDライセンスの条件に基づいて配布されている自由ソフトウェアである（以前はGPLライセンスであった）。

## 採用
Fossilはそれ自体がFossilのコンポーネントであるSQLiteプロジェクトのバージョン管理に使用されている。2009年8月12日まで使われていたCVSから移行した。
Fossilを使用するその他のプロジェクトは以下の通りである。
- Tcl/Tk Project
- Pikchr
- LuaSQLite3
- libfossil
- Androwish（Android向けのTcl実装）

## ソースコードホスティング
以下のウェブサイトにてFossilリポジトリの無料ホスティングサービスが提供されている。
- Chisel[注釈 1]
- SourceForge[注釈 2]